# Mudeungsan
Mudeungsan é uma montanha localizada na Coreia do Sul. Estende-se sobre o distrito de Buk-gu na cidade de Gwangju e sobre os condados de Damyang e Hwasun na província de Jeolla do Sul. Possui uma elevação de 1.187 metros.